# Selmar Aschheim
Selmar Samuel Aschheim (* 4. Oktober 1878 in Berlin; † 15. Februar 1965 in Paris) war ein deutsch-französischer Gynäkologe und Endokrinologe.

## Leben
Selmar Aschheim war der Sohn des Kaufmanns Hermann S. Aschheim. Er besuchte das Askanische Gymnasium und studierte Medizin an den Universitäten in Berlin und Freiburg im Breisgau, wo er 1902 bei Ernst Ziegler mit der Dissertation Zur Kenntniss der Erythrocytenbildung promoviert wurde. An Kliniken in Berlin, München und Hamburg war er daraufhin als Assistenzarzt tätig und machte eine Ausbildung zum Facharzt für Gynäkologie und Geburtshilfe, bevor er sich 1905 in Berlin als Frauenarzt niederließ. 1908 begann er im histopathologischen und bakteriologischen Laboratorium der Universitäts-Frauenklinik an der Berliner Charité zu arbeiten. 1912 übernahm er die Leitung des Labors. Im Ersten Weltkrieg war Aschheim als Militärarzt tätig und ins Osmanische Reich abgeordnet.
Seit 1930 war Aschheim Lehrbeauftragter und seit 1931 Honorarprofessor an der Friedrich-Wilhelms-Universität in Berlin. Nach dem Machtantritt der Nationalsozialisten wurde ihm im Februar 1936 rückwirkend zum 31. Dezember 1935 wegen seiner jüdischen Herkunft die Lehrbefugnis entzogen. Aller seiner Ämter enthoben emigrierte er 1937 nach Frankreich, wo er französischer Staatsbürger wurde und bis 1957 am Centre national de la recherche scientifique in Paris beschäftigt war. Nach der deutschen Besetzung Frankreichs 1940 musste er untertauchen und schloss sich der Résistance an. 
1955 wurde er zum korrespondierenden Mitglied der Akademie der Wissenschaften in Ost-Berlin ernannt und 1960 erhielt er die Ehrendoktorwürde der Humboldt-Universität zu Berlin.

## Wissenschaftliche Arbeit

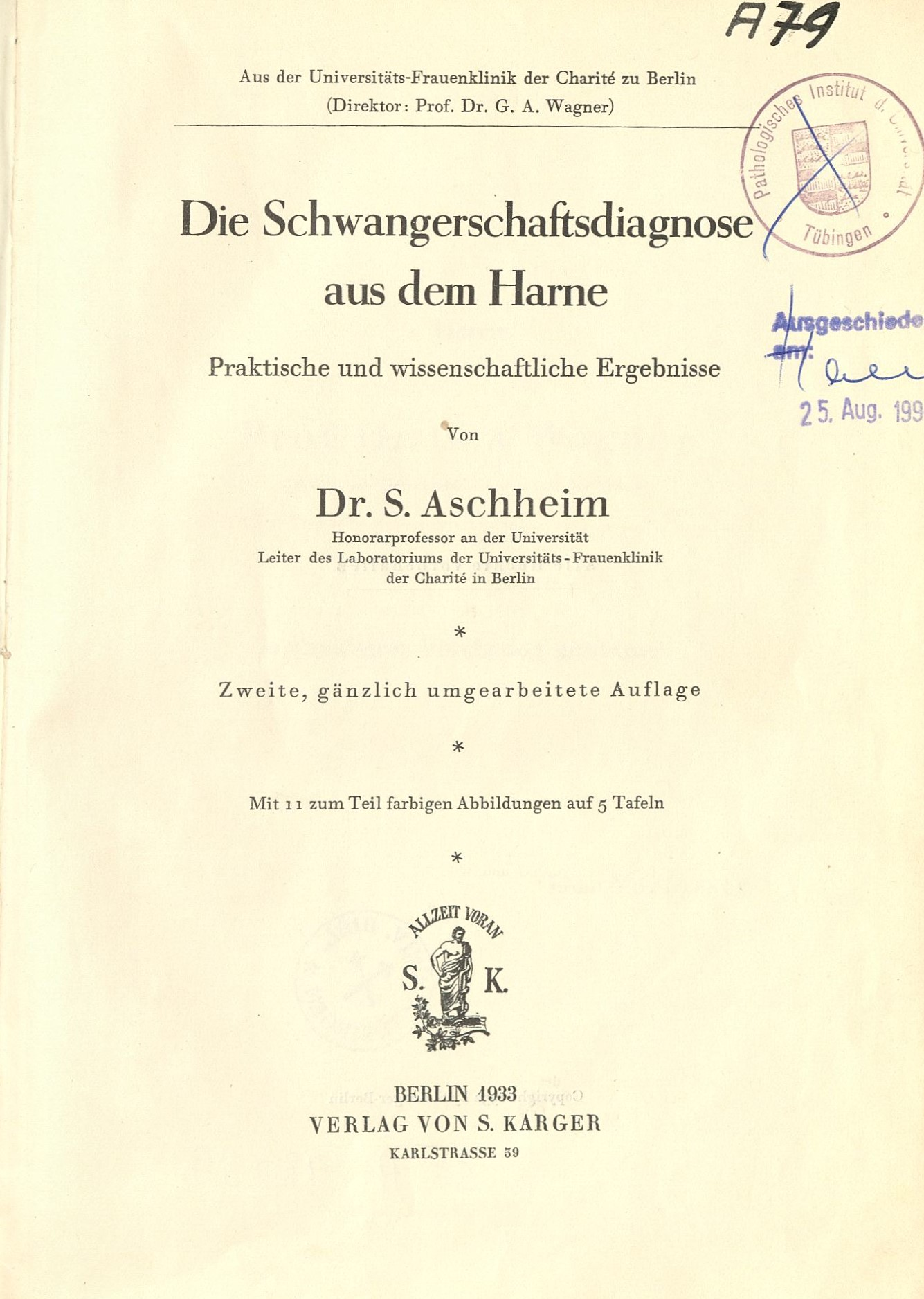
Schwangerschaftsdiagnose (2. Auflage, 1933)

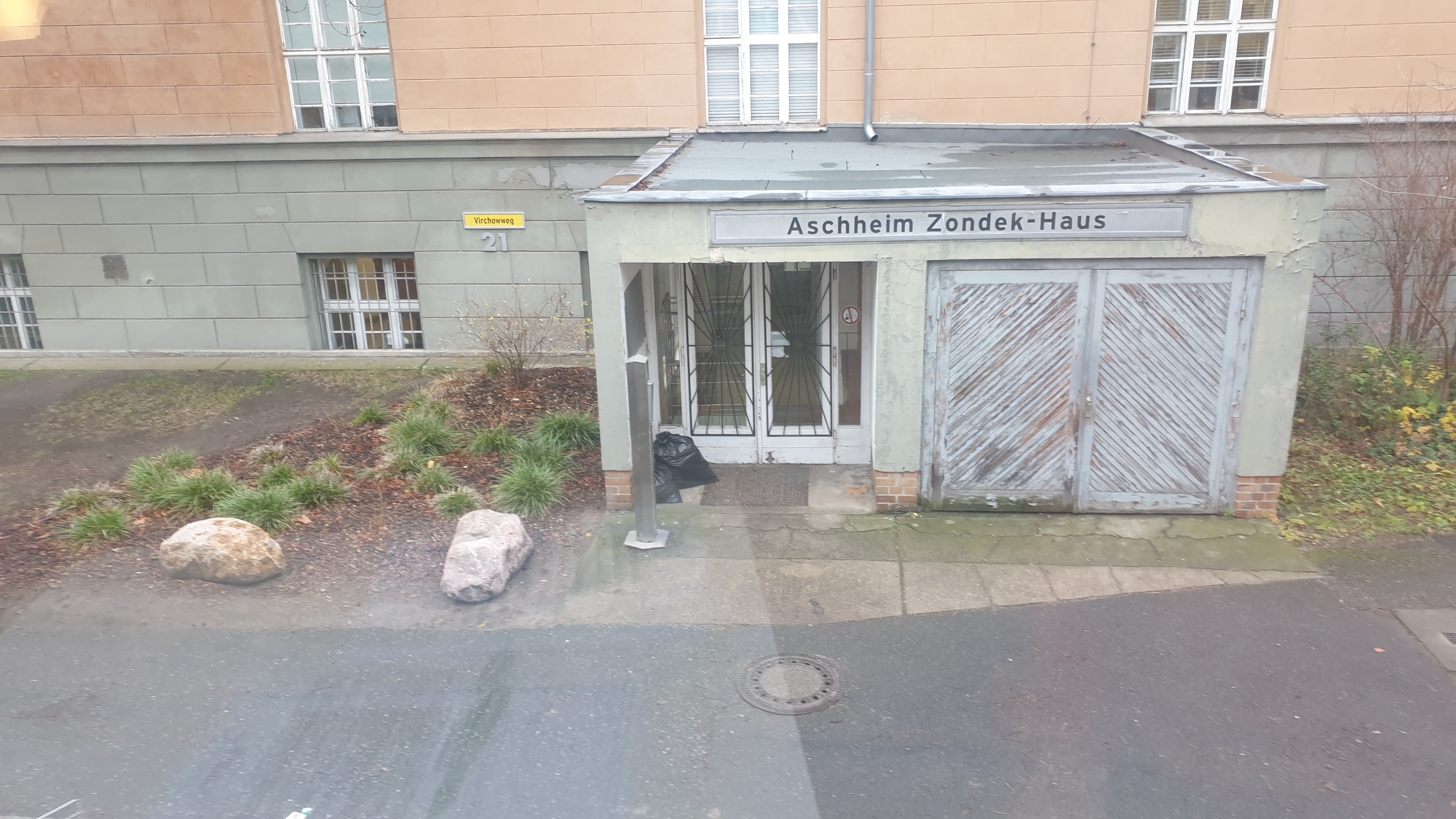
Aschheim Zondek-Haus in der Charité Berlin

Schwerpunkt der Arbeit Aschheims war der Hormonhaushalt der Frau. Er entdeckte den Hormongehalt des Harns schwangerer Frauen und ermöglichte dadurch die Analyse der Östrogene. Gemeinsam mit Bernhard Zondek entwickelte er die Aschheim-Zondek-Reaktion und veröffentlichte 1928 erstmals Die Schwangerschaftsdiagnose aus dem Harne.